# Escândalo do Super Bowl XXXVIII

Imagem de Jackson e Timberlake após a exposição do seio da cantora no show do intervalo do Super Bowl XXXVIII.

O Escândalo do Super Bowl XXXVIII refere-se à controvérsia criada durante o evento esportivo, que foi transmitido ao vivo de Houston, Texas em 1º de fevereiro de 2004 nos Estados Unidos através da CBS. Enquanto ocorria seu show do intervalo, o seio direito da cantora Janet Jackson, adornado com um piercing, foi exposto por Justin Timberlake durante meio segundo, no que foi posteriormente referido como uma "nudez acidental". O incidente, geralmente referido como Nipplegate, foi amplamente discutido após a exibição do Super Bowl. Juntamente com o resto do show do intervalo, o escândalo levou a uma repressão imediata e um debate generalizado sobre a indecência percebida em transmissões. A Federal Communcations Commission (FCC) multou a CBS em US$ 550 mil, um processo que foi travado na Suprema Corte dos Estados Unidos, contestado e finalmente anulado pelo Terceiro Circuito de Apelações em uma decisão feita em 2011; um caso de restabelecer a multa foi recusado no ano seguinte.
O escândalo foi ridicularizado tanto dentro quanto fora dos Estados Unidos; alguns comentaristas do país viram o incidente como um sinal da decrescente moralidade na cultura nacional, enquanto outros o consideraram "inofensivo" e sentiram uma quantidade excessiva de atenção e reação negativa. O aumento da regulamentação de transmissões levantou preocupações sobre censura e liberdade de expressão nos Estados Unidos, e a FCC aumentou o valor da multa por violação de incidência — de US$ 27 500 a US$ 325 mil — pouco após o evento. O show do intervalo daquele ano foi produzido pela MTV e tematizado com a campanha "Rock the Vote" feita pela emissora, devido à eleição presidencial daquele ano. Após o incidente, a National Football League (NFL) anunciou que a MTV, que também havia produzido o show do intervalo do Super Bowl XXV, não estaria mais envolvida em nenhum evento do tipo futuramente. A exposição foi transmitida para um público total de 143.6 milhões de espectadores.
Jawed Karim, cofundador do YouTube, citou o incidente como uma das principais razões para a criação do portal de compartilhamento de vídeos. O escândalo também fez "Janet Jackson" se tornar o termo, evento e imagem mais procurados na história da Internet, bem como a pessoa e termo mais buscado nos anos de 2004 e 2005. O incidente também quebrou o recorde de "evento mais procurado em um dia". Jackson foi posteriormente listada na edição de 2007 do Guinness World Records como a "Mais Procurada na História da Internet" e a "Mais Procurada para Itens de Notícias". A exposição também converteu-se no momento televisivo mais visto, gravado e reprisado na história do TiVo, tendo sido responsável também por "atrair cerca de 35 mil novos usuários [do TiVo]". O incidente também popularizou a expressão "wardrobe malfunction", que foi posteriormente adicionada ao Merriam-Webster's Collegiate Dictionary.
Após o incidente, conglomerados da mídia envolvidos com a transmissão foram multados pela FCC, incluindo a Viacom e a CBS, suas empresas subsidiárias MTV e Infinity Broadcasting, e a Clear Channel Communications, passando a colocar singles e vídeos musicais de Jackson na lista negra de muitas rádios e canais musicais ao redor do mundo; este ato foi considerado "uma das coisas mais tristes da música pop na década" de 2010. Em janeiro de 2014, o ex-presidente da FCC Michael Powell declarou que as controvérsias, multas e reações em relação ao incidente foram exageradas, declarando que a cantora não merecia o duro tratamento e a entrada na lista negra da mídia. Ele também considerou "injusto" o fato de Timberlake não ter recebido o mesmo efeito e negativação enfrentado por Jackson — o que foi estudado por diversas autoras feministas.

## Antecedentes
Em 2002, foi noticiado pela revista Entertainment Weekly que Jackson havia sido originalmente escolhida para se apresentar no Super Bowl daquele ano; contudo, a NFL veio a selecionar a banda U2 após um grupo de proprietários e funcionários da liga terem assistido a um concerto do conjunto após os ataques de 11 de setembro de 2001. Em setembro de 2003, a NFL anunciou que Jackson iria se apresentar no show do intervalo do Super Bowl XXXVIII. Devido ao fato de o evento ocorrer durante um ano de eleição, a MTV decidiu que o tema do espetáculo teria como foco principal sua campanha "Rock the Vote", incentivando os espectadores mais jovens a serem politicamente ativos e registrarem-se para votar.
Antes do incidente, Jackson teve um papel essencial na vida pessoal de Timberlake, bem como em sua carreira e ascensão à fama. O cantor foi a um dos shows da turnê de Jackson Rhythm Nation World Tour quando era adolescente, e as rotinas de dança energética da cantora e seu estilo ousado de se apresentar lhe causaram uma impressão profunda. Quando Timberlake era integrante da boy band 'N Sync, a intérprete selecionou o grupo como o ato de abertura para diversas apresentações de sua turnê The Velvet Rope World Tour, que ajudou a promover e introduzir a banda — até então relativamente desconhecida — e Timberlake para o público ao redor do mundo. O artista ficou "empolgado" e, mais tarde, descreveu a experiência como "gratificante". Durante a excursão, Jackson promoveu ainda mais o 'N Sync ao apresentar-se com o conjunto em diversos concertos, tendo feito um dueto a capella ao vivo de "Overjoyed" de Stevie Wonder, o qual foi descrito pelo biógrafo Sean Smith como um momento de "destaque" para Timberlake e que lhe deu "uma chance de mostrar à sua família e amigos o quão longe ele tinha chegado". Após a turnê, os músicos se tornaram "grandes amigos", com a cantora elogiando Justin em diversas ocasiões. Ele recriou o vídeo de "That's the Way Love Goes" da estadunidense com o 'N Sync e inspirou-se pelo estilo com o qual Jackson se apresentava ao vivo.
Timberlake disse admirar Jackson em diversas entrevistas durante a sua fase no 'N Sync, bem como nos anos precedentes ao escândalo do Super Bowl. Quando questionando quem achava ser "a mulher mais sexy do planeta", ele declarou: "Eu acho que Janet Jackson não tem nada a não ser apelo sexual, então eu provavelmente diria ela". Posteriormente, Timberlake selecionou a artista para fornecer vocais de apoio em "(And She Said) Take Me Now", uma faixa de seu álbum de estreia em carreira solo Justified que havia sido inicialmente planejada para ser lançada como single, comentando: "Eu escrevi o refrão a partir de uma perspectiva feminina, e eu pensei que nós poderíamos ter uma mulher nessa parte. O nome dela foi o primeiro que surgiu na minha mente porque eu amo sua voz. Parece plumas. Quero dizer, [a voz d]ela soa como [a de] um anjo".

## Incidente
Durante o show do intervalo, Jackson apresentou uma mistura de seus maiores sucessos, começando com "All for You", "Rhythm Nation" e um pequeno trecho de "The Knowledge". Em seguida, Timberlake apareceu como convidado surpresa e cantou "Rock Your Body" em forma de dueto com a artista. Na apresentação, ambos os intérpretes fizeram diversos movimentos de dança sugestivos, e quando cantou a linha final de "Rock Your Body", "Eu vou lhe deixar nua ao final dessa canção", Timberlake tirou uma parte da roupa de Jackson, revelando seu seio direito — que estava coberto por um piercing — por meio segundo. Logo após o incidente, a transmissão da CBS exibiu uma visão aérea do Reliant Stadium (local no qual estava sendo feito o Super Bowl XXXVIII), mas não pode praticar esse ato antes pois a imagem do seio de Jackson havia sido mostrada em televisores de cerca de 143 milhões de espetadores. O incidente foi referido na mídia como como "Nipplegate" e o "seio mais visto ao redor do mundo".
O notório escândalo levou à implementação de um atraso de cinco segundos em todas as futuras performances televisivas ao vivo, para ter certeza de que nenhum material potencialmente indecente fosse completamente transmitido, e uma prolongada batalha legal em relação à censura do FCC durou até 2012 e quase chegou a ir para a Suprema Corte. De acordo com a agente de Jackson, a apresentação estava planejada para revelar apenas o sutiã de laço vermelho da cantora, embora este tenha sido acidentalmente removido com a camada exterior. O caso do FCC de restabelecer a multa do governo de US$ 550 mil foi recusado em junho de 2012. O chefe de justiça John Roberts disse: "Agora está claro que a brevidade de uma transmissão indecente — seja em palavras ou imagens — não pode ser imunizada da censura do FCC. Qualquer 'nudez acidental' futura não será protegida no fundamento invocado pelo tribunal".

## Respostas
É verdadeiramente vergonhoso para mim saber que 90 milhões de pessoas viram meu seio [na televisão], e depois o viram na Internet do tamanho de uma tela de computador. (...) Mas há coisas muito piores no mundo, e eu não entendo porque isso se tornou um foco.

—Jackson falando sobre o incidente.
Um dia após o Super Bowl, a MTV divulgou uma nota de imprensa para pedir desculpas em relação ao ocorrido e explicar que a exposição do seio de Jackson não estava planejada: "O rompimento do traje de Janet Jackson não foi ensaiado ou planejado, completamente não intencional e foi inconsistente com as garantias que tivemos sobre o conteúdo da apresentação. A MTV lamenta o incidente e pedimos desculpas a todos que se sentiram ofendidos com ele". A emissora ainda disse: "Nosso objetivo com o show do intervalo do Super Bowl era produzir uma experiência de palco divertida com uma mensagem positiva sobre capacitação e votos. Nós estamos desapontados com o fato de esta mensagem ter sido ofuscada pelo infeliz incidente". Em comunicado enviado para a imprensa, a CBS comentou: "Nós estivemos em todos os ensaios durante a semana e não houve nenhuma indicação de que tal coisa iria acontecer. O momento não esteve em conformidade com os padrões de transmissão da CBS e nós gostaríamos de pedir desculpas a todos que se sentiram ofendidos". Mel Karmazin, presidente da Viacom, declarou que embora a empresa possa se orgulhar de 99% do que as pessoas viram na transmissão, ele entendeu "a diferença que um por cento pode fazer". Paul Tagliabue, comissário da NFL, disse que o espetáculo produzido pela MTV, assim como pela CBS, era de inteira propriedade da Viacom na época (antes de ambas as emissoras serem respectivamente separadas em Viacom e CBS Corporation em dezembro de 2005) e ficou aquém do "entretenimento de bom gosto e primeira classe" esperado pela liga. Michael Powell, comissário da FCC, descreveu o escândalo como "uma nova baixa para o horário nobre da televisão". Joe Browne, vice-presidente executivo da NFL, afirmou: "Nós estamos extremamente desapontados com os elementos do show do intervalo produzido pela MTV. Eles estavam totalmente inconsistentes com as garantias da apresentação recebidas pelo nosso escritório. É improvável que a MTV produzirá outro show do intervalo do Super Bowl". Salli Frattini, produtora executiva da MTV que planejou toda a apresentação, lembrou de um telefone da cabine da arbitragem que foi sua primeira indicação de que algo havia dado errado. Frattini estava em uma caminhonete fora do Reliant Stadium comemorando o fim do show do intervalo, o qual ela e sua equipe inicialmente pensou ter sido um sucesso. A produtora disse: "Nós ficamos tipo, 'Nós estamos repetindo [aquela cena] de novo. Havia muito caos na caminhonete, e nós repetimos a cena novamente e ficamos tipo, 'Ai meu Deus. O que aconteceu?".
Alex Coletti, outro produtor da MTV, comentou que não conseguiu encontrar Jackson após a apresentação: "Eu tentei entrar em contato [com ela] para ter certeza de que ela estava bem. Toda a sua equipe parou de atender as chamadas. Eu finalmente consegui encontrar seu empresário de turnês, e eles já estavam no aeroporto". Ele assumiu que a cantora estava mortificada e fugiu imediatamente, embora tenha declarado posteriormente que o incidente teria sido uma possível "criação", adicionando que esta foi a última vez em que falou com a artista. De acordo com o Georgia Newsday, a afirmação de Coletti é potencialmente outra razão para a lista negra de Jackson na MTV, além de outros canais musicais e emissoras radiofônicas. Um representante do canal confirmou que o rasgo no figurino foi concebido pela equipe da MTV, em que os produtores do show rasgou as roupas dos estadunidenses de forma irônica — em resposta à linha final de "Rock Your Body" — durante os ensaios. Isto levou Jackson e Timberlake a improvisarem o movimento, no qual Timberlake rasgou a roupa de Jackson, que decidiu parecer desagradável. Frattini disse: "Quando fizemos os ensaios originais, houve conversas sobre uma saia falsa que ela iria usar, e que Justin na verdade iria abrir a saia e tirá-la. Nos ensaios, eles tentaram rasgar a saia, relacionando-a com as letras da canção". Em seguida, os produtores discutiram outra opção, que levou ao rasgo do figurino, embora este tenha sido planejado para ficar no lugar.
Um representante de Jackson explicou o incidente: "Justin deveria tirar o bustiê de borracha para revelar um sutiã de laço vermelho. A peça entrou em colapso e seu seio foi acidentalmente revelado". A CBS fez a intérprete lançar um vídeo de desculpas, no qual disse: "Minha decisão de mudar a performance do Super Bowl foi feita após o ensaio final. A MTV, a CBS [e] a NFL não tinham conhecimento algum e, no final, tudo deu errado. Eu sinto muito se tiver ofendido alguém, esta realmente não foi a minha intenção". Quando a declaração foi reproduzida na mídia, a cantora comentou que "às vezes eles cortam a parte em que digo que isso foi um acidente". Em uma carta escrita, ela comentou: "A decisão de revelar um traje no fim do meu show do intervalo foi feita após os ensaios finais. A MTV estava completamente inconsciente disso. Não foi minha intenção que isso chegasse a um lugar tão longe como chegou. Eu sinto muito para todos que se sentiram ofendidos — incluindo o público, a MTV, a CBS e a NFL". Devido ao fato de o evento ter sido acidental e intencional, Jackson não quis divulgar outra declaração de desculpas para a mídia. Falando sobre a contínua reação em relação ao escândalo para o jornal USA Today, ela comentou: "Quem sabe (...) talvez eles fiquem bravos com alguma coisa que eu faço no meu show, mas pelo menos não será novo para mim, pois eu já passei por tudo isso. Mas eu tenho um sentimento muito positivo de que as coisas vão dar certo. Tudo acontece por um motivo".
A agente Marvet Britto declarou que "Jackson incorpora graça, estilo e integridade" e que "ela nunca foi conhecida como uma pessoa má", descrevendo seu pedido de desculpas em vídeo como "impessoal" e dizendo: "Ela nunca foi uma artista impessoal, então isso fez parecer como se ela fosse culpada de alguma coisa, e ela não é. Eu preferia ter ela e Timberlake pedindo desculpas lado a lado desde o começo [da controvérsia], já que eles estavam cantando juntos. Caso contrário, isso faz todo o pedido de desculpas parecer calculado e planejado". A intérprete também falou sobre suas desculpas, afirmando: "Eu provavelmente devia ter feito isso ao vivo. Mas estavam acontecendo muitas coisas ao mesmo tempo, por isso eu precisei esperar. É o que é. E isso vai passar, e estou bem em relação a isso". Em certo ponto, ela agendou uma entrevista sobre o escândalo por Diane Sawyer na revista eletrônica da ABC Primetime; contudo, a entrevista nunca foi divulgada. Posteriormente, Janet discutiu o incidente nos programas Good Morning America e Late Show with David Letterman. O figurino da musicista foi desenhado pelo famoso estilista Alexander McQueen, e a cantora comentou: "Eu não o culpo; ele não rasgou [a roupa]. Alexander é muito bom no que faz — ele é um gênio". Em conversa com o periódico australiano Herald Sun, a artista falou sobre a distância tomada por Timberlake em relação ao incidente, bem como a sua percebida mudança sobre a fama: "Eu quero ser muito honesta sobre isso, mas acho que tudo que eu digo sobre ele será entendido da maneira errada. Acho que Justin é muito talentoso e ele tem uma grande carreira pela frente. Mas ele parece ter mudado recentemente. Ele ficou um pouco arrogante. Você sabe, algumas pessoas podem lidar com o sucesso e algumas não podem. Estou começando a me perguntar se esse é [o último] caso com Justin. E me dói dizer isso". O produtor Jimmy Jam revelou que Jackson havia considerado escrever uma canção sobre o escândalo para seu álbum Damita Jo, comentando: "Eu não sei se isso vai acontecer ou não. Mas eu tenho uma sensação de que provavelmente acontecerá, porque tudo o que está acontecendo na vida dele tende a ser sobre o que ela vai compor. (....) Seria muito interessante ver qual é o sentimento dela em relação [ao incidente]".
Michael Musto do The Village Voice discutiu a reação da mídia em relação ao incidente: "Janet se tornou uma Joana d'Arc simbólica para ser queimada na fogueira. Eu acho que seu seio foi usado como uma tática de distração — não tenho certeza se foi especificamente usado para distrair [as pessoas] do Iraque —, mas distraiu [as pessoas] de questões importantes, de coisas com as quais nós deveríamos estar realmente chocados. A história teve uma quantidade excessiva de atenção quando o fato é o seguinte: ninguém provou como o seio dela fez mal a alguém". Em entrevista com Robert Tannenbaum da Blender, Jackson mostrou pontos de vista fortes sobre o evento, descrevendo a reação como "hipócrita, com tudo o que você vê na televisão. Há coisas mais importantes para se concentrar do que a parte do corpo de uma mulher, que é uma coisa linda. Há guerra, fome, pobreza, AIDS". O fato de o evento ter ocorrido em um ano eleitoral "teve muito a ver com isso. Eles precisaram de algo para se focar em vez da guerra, e eu era o veículo perfeito para isso. As pessoas vão pensar o que elas querem. Foi um acidente. Não foi um golpe. Foi vergonhoso para mim ver todas aquelas pessoas vendo o meu seio. É como ter o seu pênis aparecendo na frente de milhões e milhões de pessoas". Ela considerou a reação à exposição acidental como "contraditória", notando que isso ocorreu em uma era onde comerciais de cerveja e Viagra são "muito sexual" e "praticamente onipresentes". A cantora disse que o incidente "não foi intencional" e sim um "acidente de figurino", falando também sobre como alguns meios de comunicação editaram seu pedido de desculpas em vídeo: "É isso o que é a mídia faz, é isso que eles são porque querem que isso seja dito em uma maneira diferente". Para a revista Glamour, a cantora declarou: "É difícil acreditar que há uma guerra e pobreza acontecendo no mundo, e ainda assim as pessoas fazem tal grande coisa sobre um seio. As pessoas disseram que isso foi feito intencionalmente para vender discos. Quer saber? Eu nunca fiz um golpe. Porque você faria isso com seu álbum sendo lançado dois meses depois? Não faz sentido". Nos meses seguintes, Janet sentiu-se oprimida pela hostilidade em relação a ela: "As pessoas acham que eu estou imune em me machucar pelo que é dito. Eles fazem perguntas que me chocam. Nem todo mundo é forte como a pessoa próxima, e as palavras podem machucar. As pessoas empurram você e você começa a pensar, 'Eu posso lidar com isso?'. Mas eu sei que posso".
Imediatamente após o incidente, Timberlake pareceu estar "sem remorso" com suas ações, de acordo com a Entertainment Weekly, dizendo ao Access Hollywood: "Nós [ele e Jackson] amamos dar a vocês algo para ser discutido". O cantor também divulgou uma nota de imprensa na qual dizia: "Sinto muito se alguém se sentiu ofendido pela nudez acidental durante o show do intervalo do Super Bowl. Não foi intencional e é lamentável". Embora não tenha sido obrigado a filmar um pedido de desculpas como Jackson, Timberlake abordou o escândalo nos Grammy Awards, feito na semana seguinte: "Eu sei que essa foi uma semana difícil para todos. O que ocorreu não foi intencional, completamente lamentável e peço desculpas se vocês estão ofendidos". O intérprete fez uma entrevista adicional na cerimônia e declarou: "Tudo o que eu podia dizer era, 'Oh meu Deus. Oh meu Deus'. Eu olhei para ela. Eles trouxeram uma toalha para o palco e a cobriram. Eu estava completamente envergonhado e saí do palco o mais rápido que pude. Estou frustrado com toda a situação. Estou frutado com o fato de meu jeito estar sendo questionado. E o fato da questão é, você sabe, eu tive um ano bom, muito bom, especialmente com a minha música". Justin mais tarde disse: "Foi algo que deu errado. Em seguida, eu me senti tipo, 'Vou mostrar para todos que isso é algo que não me afetou, e vou mostrar isso nos Grammys". Ele também declarou que não pode ir em muitos dos ensaios por estar em turnê na Espanha, tendo apenas um dia para ensaiar. Mais de dois anos depois, durante a divulgação de seu segundo disco solo FutureSex/LoveSounds, Timberlake expressou arrependimento sobre seu comportamento, afirmando: "Em minha honesta opinião... eu poderia ter lidado com isso melhor. Eu sou parte de uma comunidade que se considera artista. E se tivesse algo que eu poderia ter feito em defesa dela que fosse mais percebível para mim, eu faria. Mas a outra metade de mim esta tipo, 'Uau. Nós ainda não achamos as armas de destruição em massa e todo mundo se preocupa com isso!". Em retrospecto, o artista achou que deveria ter sido mais responsável, explicando: "Provavelmente, eu tenho 10% de culpa, e isso diz algo sobre a sociedade. Eu acho que a América é muito severa com as mulheres. E, sabe, eu acho que a América é injustamente dura com as pessoas étnicas". Quando questionado para comentar em retrospecto 10 anos sobre o incidente, ele disse: "Acho que eu escolhi não falar sobre isso ainda, após 10 anos. Eu não vou falar sobre isso".

### Distração da mídia
Jackson suspeitou outras intenções com a reação da mídia, argumentando: "Foi a hora perfeita para tirar o foco das pessoas de outras coisas. É o que acontece, e isso aconteceu comigo". Opiniões semelhantes foram expressadas por diversos líderes universitários e grupos de gestão. Michael Rich, diretor do Harvard's Center on Media and Child Healt, declarou: "Aqui tempos Michael Powell chateado com o acontecimento do Super Bowl, mas o mesmo Powell não está disposto a fazer qualquer coisa sobre a violência na televisão, onde houve muitas pesquisas mostrando que isso traz um impacto negativo nas crianças". Robert Thompson, diretor-fundador do Center for the Study of Popular Television na Universidade de Syracuse, disse que "Michael Powell está representando o Super Bowl como se todos da família se sentassem com botas de tricô, ou como se isso fosse a Parada de Dia de Ação de Graças da Macy's. (...) Vamos lá. Há jogos de azar, muita bebida, festa, uma atmosfera de carnaval". Jay Rosenthal, advogado da Recording Artists' Colition, considerou que o envolvimento da FCC no escândalo era uma "cortina de fumaça" ou uma "tentativa de slogan sonoro" da comissão republicana de agir como se fosse fazer algo, dizendo: "Quando se trata de questões de consolidação da mídia afetando consumidores e artistas, eles não se importam com isso. Mas quando se trata da indecência, após a ignorar por anos, de repente eles tiram a atenção [dela]". Simon Renshaw do grupo de gestão The Firm declarou ser "inapropriado" o fato de Powell tentar distrair as pessoas das questões reais que estavam ocorrendo na época. Ele considerou ofensivo "a recusa da CBS de mostrar o anúncio da MoveOn.org durante o Super Bowl", o qual retratou crianças trabalhando em fábricas para pagar o déficit orçamentário do então presidente George W. Bush.
A série Boston Legal usou o incidente como uma "distração" no episódio "Let Sales Ring", no qual uma corporação de notícias utilizou um escândalo para atrair atenção em outros eventos importantes na mídia. Daniel Kreps da Rolling Stone explicou: "Para a FCC, o Nipplegate proporcionou uma oportunidade para restaurar a ordem e separar qualquer poder que eles haviam deixado. Confrontada com o padrão de transmissão na TV a cabo e no rádio via satélite, bem como na ilegalidade absoluta da Internet, a FCC fica obcecada em preservar a decência comum no reino familiar da rede televisiva. Assim, parafusos são apertados em qualquer lugar sob a jurisdição do corpo: atrasos em transmissões são prolongados e apresentações sexualmente sugestivas são substituídas por escolhas menos provocantes. Enquanto as consequências do Nipplegate começam a desaparecer, a FCC continuará levando sua tocha para a próxima metade da década". Cynthia Fuchs do portal PopMatters afirmou que "cabe a produtores de TV e consumidores concentrar suas atenções em 'notícias' significantes, em vez das distrações diárias oferecidas por políticos, cantores, fiandeiros profissionais e jornalistas. Janet não é aquela pessoa que você assiste na TV. E muito menos qualquer pessoa".

### Resposta de Powell
Uma década após o incidente, Michael Powell, ex-presidente da FCC, concedeu sua primeira entrevista abordando o show do intervalo, dizendo que Jackson foi tratada injustamente e que a controvérsia, incluindo sua própria reação, foi completamente exagerada. Ele declarou: "Acho que passamos tempo o suficiente para mim lhe dizer que eu tive que apresentar minha melhor versão de indignação nisso que pude. Parte disso foi surreal, certo? Olhe, eu acho que foi idiota [o fato de a controvérsia] ter ocorrido, e eles sabiam as regras e estavam flertando com elas, e meu trabalho e forçar as regras, mas quer saber mesmo? Isso é o que vamos fazer?". Powell também falou sobre o "injusto" tratamento recebido por Jackson, que foi repreendida por causar "um golpe ultrajante", e discutiu o fato de Timberlake não ter recebido a mesma reação: "Eu pessoalmente acho que isso foi muito injusto. Tudo isso se transformou em ser sobre ela. Na realidade, se você colocar a cena em câmera lenta, é Justin quem arranca sua roupa".

## Reação pública

### Nos Estados Unidos
Nos Estados Unidos, a exposição do seio de Jackson feita por Timberlake causou grande controvérsia na mídia e foi manchete de diversas reportagens jornalísticas, nas quais foi geralmente referida como "Nipplegate". O Parents Television Council (PTC), grupo de vigilância da mídia socialmente conservador, lançou um comunicado no mesmo dia em que ocorreu o Super Bowl criticando o show do intervalo, anunciando que seus membros iriam apresentar queixas sobre indecência com a FCC e que o conselho havia aprovado a decisão da FCC de investigar a apresentação imediatamente. Além disso, a FCC recebeu cerca de 540 mil queixas de estadunidenses, 65 mil das quais haviam sido emitidas pelo PTC. Em seu recurso para a Corte do Terceiro Circuito, a CBS disputou quantas queixas haviam sido feitas por espectadores individuais e não organizados. Os colunistas L. Brent Bozell II (também fundador do PTC) e Phyllis Schlafly expressaram críticas ao show do intervalo em suas colunas semanais. Zell Miller, senador democrático da Geórgia, denunciou a performance no Senado dos Estados Unidos e na página Salon.com como um sinal da decrescente moralidade no país. Um dia após o Super Bowl, o então presidente da FCC Michael Powell ordenou uma investigação sobre o concerto. Em entrevista à rádio de Los Angeles KCBS-TV, a qual é possuída e operada pela CBS, Timberlake comentou que até mesmo sua família ofendeu-se com o acidente no final da apresentação. Uma enquete feita pela Associated Press três semanas após o evento divulgou que apesar de apenas 54% dos adultos estadunidenses considerarem a exposição como sendo de "mau gosto", apenas 18% apoiaram a investigação da FCC. O diretor cinematográfico Spike Lee, em palestra feita dois dias após o Super Bowl na Kent State University at Stark, descreveu o incidente como uma "nova baixa" no entretenimento.
O escândalo do Super Bowl também foi motivo de humor em todos os programas de entrevistas transmitidos no final da noite. O Late Show with David Letterman, da própria CBS, zombou o incidente ao longo da semana após o evento. O apresentador David Letterman comentou em tom de brincadeira sobre a controvérsia um dia depois do Super Bowl, dizendo que estava "feliz em ver isso acontecendo... porque isso significou que, por uma noite, eu não era o maior idiota da CBS". No dia seguinte, ele também zombou que o então presidente George W. Bush havia formado um "Departamento de Segurança de Figurino" para prevenir futuras nudezes acidentais. Em 4 de fevereiro, Letterman começou seu monólogo fazendo um trocadilho sobre sofrer uma nudez acidental. Além disso, as listas top 10 apresentadas naquela edição do programa referenciaram o incidente rapidamente. A participação de Jackson em uma edição da atração feita no mês seguinte aumentou em 20% a audiência do programa. Larry King também declarou que a cantora havia lhe dado um par de suspensórios com buracos ao redor dos seios, comentando: "Eu os usei uma vez, eles eram bonitos". Howard Dean, candidato a presidência no partido democrático, considerou a investigação da FCC como "estúpida", afirmando: "Em geral, eu acho que a FCC possui um papel em promover alguns padrões razoáveis de indecência. Contudo, considerando o que está [sendo transmitido] na televisão nos dias atuais, penso que a FCC está sendo muito estúpida em investigar isso. Eu não acho isso terrivelmente chocante em relação a algumas das coisas que você encontra no padrão da televisão a cabo. Acho que a FCC, provavelmente, tem muitas outras coisas com as quais deveria estar se preocupando".